# Giuseppe Tortorella
Giuseppe Tortorella (Messina, 18 marzo 1910 – 14 maggio 1990) è stato un politico italiano.